# Казе Суси I (Л'Аквила)
Казе Суси I (итал. Case Susi I) је насеље у Италији у округу Л'Аквила, региону Абруцо.
Према процени из 2011. у насељу је живело 22 становника. Насеље се налази на надморској висини од 463 м.